# 1760 au Canada
Pour un article plus général, voir Chronologie du Canada.
Cet article traite des événements qui se sont produits durant l'année 1760 au Canada.

## Événements
- Dur hiver pour les soldats anglais cantonnés à Québec. Leur nombre passe de 7 500 à 3 300 à cause des maladies[1].
- 9 février : le premier ministre britannique William Pitt ordonne d'entreprendre la destruction de la forteresse de Louisbourg, qui est terminée en novembre[2].

- 28 avril : les troupes françaises menées par François Gaston de Lévis remportent une victoire à la bataille de Sainte-Foy. Les Anglais se retirent derrière les fortifications de Québec[3].

- 9 mai : une frégate britannique jette l’ancre devant Québec, rejointe par deux autres (15 mai). Ces renforts leur permettent de lever le siège[3].
- 17 mai : combat naval de Neuville près de Québec entre deux navires anglais et le navire français Atalante commandé par Jean Vauquelin. Le navire français est endommagé et brulé[4]. Le navire Pomone est coulée
- 18 mai : une flotte de 3 navires français arrivée en renfort et commandée par François Chenard de la Giraudais se réfugie dans le fond de la baie des Chaleurs dans l'estuaire de la rivière Ristigouche[5].

- 4 juin, Grand dérangement : arrivée de colons de Nouvelle-Angleterre en Nouvelle-Écosse[6].

- Été : Charles-René Dejordy de Villebon abandonne le commandement et quitte les forts de l'ouest. À ce moment seul le fort Dauphin et le fort La Reine subsistent encore[7]. La Compagnie de la Baie d'Hudson accapare le plus gros marché de la traite des fourrures à la suite du départ des Français.
- 8 juillet : bataille de la Ristigouche ; les renforts français sont battus par la marine anglaise à la baie des Chaleurs[8].

- 16 au 24 août : victoire navale britannique à la bataille des Mille-Îles et prise du fort Lévis[8]. L'armée anglaise poursuit ensuite son chemin vers Montréal. La ville de Trois-Rivières, bien que défendue par une armée française est contournée par l'armée anglaise qui préfère se diriger vers Montréal.
- 1er septembre : fort Chambly tombe aux mains des Anglais. Trois armées anglaises font leur jonction autour de Montréal : celle commandée par James Murray venant de Québec, de William Haviland venant du lac Champlain et de Jeffery Amherst venant des Grands Lacs[9].

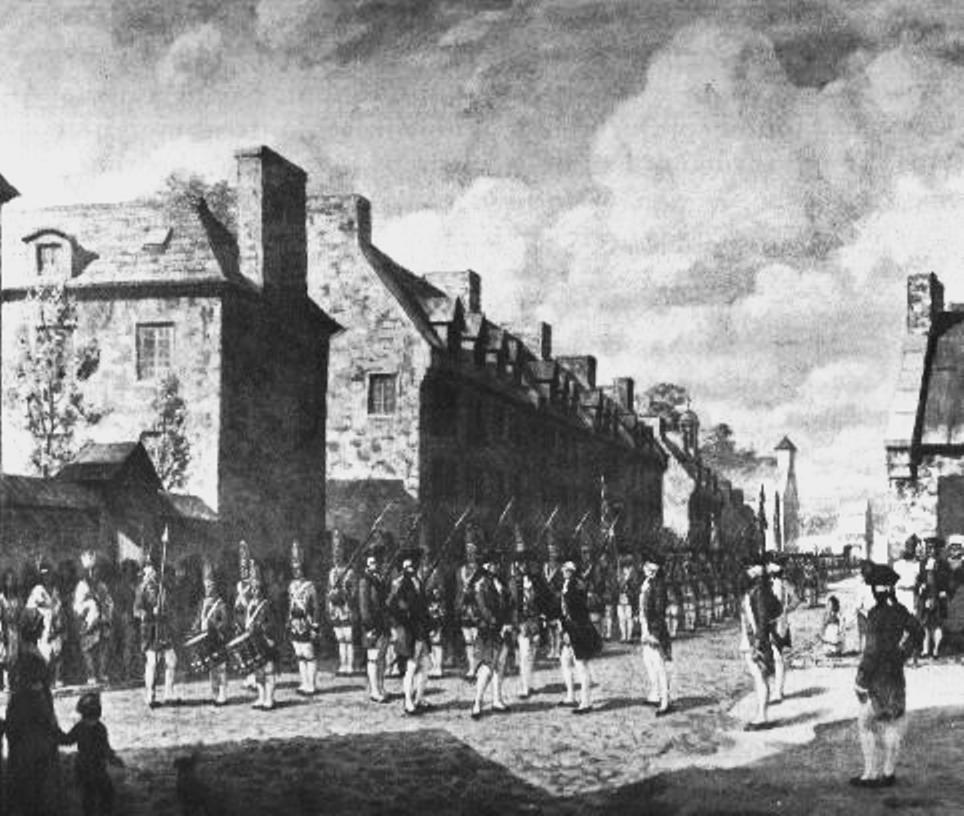
Reddition de Montréal.

- 8 septembre : capitulation de Montréal[10]. Les Britanniques sous le commandement du général Jeffrey Amherst défont les Français et prennent Montréal. Fin de la Nouvelle-France, placée sous occupation militaire britannique jusqu'en 1763[11]. James Murray devient gouverneur militaire de Québec, Thomas Gage de Montréal et Ralph Burton de Trois-Rivières[12].

- 8-27 septembre : élection de la 3e assemblée générale de la Nouvelle-Écosse (en)[13].
- 10 septembre : après une courte bataille, les Français au fort Jacques-Cartier se rendent[14].
- 15 septembre : le reste du Régiment de La Sarre repart pour la France[15].

- 21-22 septembre : les habitants de Trois-Rivières remettent leurs armes et prêtent serment de fidélité et de soumission à Sa majesté britannique George II[16].

- 29 novembre : reddition du fort Pontchartrain du Détroit commandé par François-Marie Picoté[17]. Les autres postes français dans l'arrière-pays vont se rendre successivement.

- William Baker devient gouverneur de la Compagnie de la Baie d'Hudson.

## Naissances
- 3 septembre : Philemon Wright, colonisateur et fondateur de Gatineau († 3 juin 1839).
- 13 septembre : Louis-Charles Foucher, politicien († 26 décembre 1829).
- 10 novembre : William Black, méthodiste.
- 15 novembre : Edme Henry, politicien († 14 décembre 1841).

## Décès

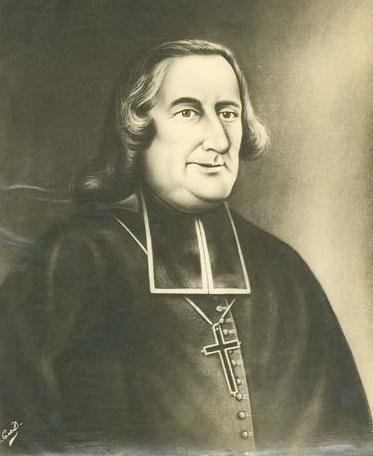
Mgr Henri-Marie Dubreil de Pontbriand-Québec

- 22 janvier : Paul Mascarene, gouverneur de la Nouvelle-Écosse (° 1684).
- 3 avril : John Rous, corsaire anglais en Nouvelle-Écosse (° 21 mai 1702).
- 8 juin : Henri-Marie Dubreil de Pontbriand, archevêque de Québec (° janvier 1709).
- 19 octobre : Charles Lawrence, Gouverneur de la Nouvelle-Écosse (° 14 décembre 1709).
- 24 novembre : Joseph du Pont Duvivier, militaire acadien (° 12 novembre 1707).
- Joseph Nadeau : Capitaine de milice (° 22 mars 1698).
- Étienne Bâtard, guerrier micmac.